# 93a Brigada Mixta (Exèrcit Popular de la República)
La 93a Brigada Mixta va ser una unitat de l'Exèrcit Popular de la República creada durant la Guerra Civil Espanyola. Al llarg de la contesa la unitat va operar en els fronts d'Andalusia, Segre i Catalunya.

## Historial
La unitat va ser creada el gener de 1937, en el sector d'Álora, amb els batallons 89è («Comandant Ortiz»), 90è («Voluntaris d'Almeria»), 91è («Pedro Galindo») i 92è («Ángel Pestaña»). Inicialment la brigada va rebre la numeració «53», si bé adoptaria finalment la numeració «93». El seu primer comandant va ser el tinent coronel d'infanteria Juan Piaya Rebullido, succeït poc després pel comandant d'infanteria José Villagrán Ganzinotto. La brigada va aconseguir escapar en la caiguda de Màlaga, passant després al front de Còrdova i, al març de 1937, al front de Granada. Un mes després va quedar integrada en la nova 22a Divisió A partir de llavors la 93a BM va passar a cobrir el front que anava des del riu Guadalquivir fins a la carretera que anava d'Albendín a Martos.
En la primavera de 1938 va ser enviada com a reforç al froant d'Aragó, dins de l'anomenada Divisió «Andalusia». Va quedar fixada en el sector que anava des d'Albocàsser fins a Campillo, però no va poder mantenir les seves posicions davant la pressió enemiga i s'hagué de retirar al nord de l'Ebre. En aquestes dates va estar breument assignada a la 3a Divisió.
Amb posterioritat la 93a Brigada Mixta va quedar agregada a la 72a Divisió, cobrint el sector de Balaguer del front del Segre. Per a llavors el comandament de la unitat l'exercia el major de milícies Agustín Vilella Freixas. El desembre de 1938 la ofensiva franquista va trencar les posicions de la brigada; posteriorment la 93a BM va defensar les muntanyes de Prades dels atacs enemics, però va sofrir un dur crebant. A partir d'aquest moment es va unir a la retirada cap a la frontera francesa.

## Comandaments
Comandants
- Tinent coronel d'infanteria Juan Piaya Rebullido;
- Comandant d'infanteria José Villagrán Ganzinotto;
- Comandant d'infanteria José de Juan Saura;
- Major de milícies Agustín Vilella Freixas;

Comissaris
- Agustín de Leonardo Mingo,[7] del PCE;

Caps d'Estat Major
- comandant d'infanteria Antonio Burgos Pérez;
- capità d'infanteria Miguel Valderes Rives;
- capità de milícies Jacinto Moreno Gutiérrez;